# Olympische Sommerspiele 2004/Leichtathletik – 10.000 m (Männer)
Der 10.000-Meter-Lauf der Männer bei den Olympischen Spielen 2004 in Athen wurde am 20. August 2004 im Olympiastadion Athen ausgetragen. 24 Athleten nahmen teil.
Olympiasieger wurde der Äthiopier Kenenisa Bekele. Er gewann vor seinem Landsmann Sileshi Sihine und dem Eritreer Zersenay Tadese.
Athleten aus Deutschland, der Schweiz, Österreich und Liechtenstein nahmen nicht teil.

## Aktuelle Titelträger
| Olympiasieger 2000                      | Haile Gebrselassie ( Äthiopien)               | 27:18,20 min                                  | Sydney 2000        |
| Weltmeister 2003                        | Kenenisa Bekele ( Äthiopien)                  | 26:49,57 min                                  | Paris 2003         |
| Europameister 2002                      | José Manuel Martínez ( Spanien)               | 27:47,65 min                                  | München 2002       |
| Panamerikanischer Meister 2003          | Teodoro Vega ( Mexiko)                        | 28:49,38 min                                  | Santo Domingo 2003 |
| Zentralamerika und Karibik-Meister 2003 | Eduardo Rojas ( Mexiko)                       | 29:37,08 min                                  | St. George’s 2003  |
| Südamerika-Meister 2003                 | William Naranjo ( Kolumbien)                  | 29:37,38 min                                  | Barquisimeto 2003  |
| Asienmeister 2003                       | Ahmad Hassan Abdullah ( Katar)                | 28:45,64 min                                  | Manila 2003        |
| Afrikameister 2004                      | Charles Waweru Kamathi ( Kenia)               | 28:07,83 min                                  | Brazzaville 2004   |
| Ozeanienmeister 2002                    | 10.000-m-Lauf nicht im Meisterschaftsprogramm | 10.000-m-Lauf nicht im Meisterschaftsprogramm | Christchurch 2002  |

## Rekorde

### Bestehende Rekorde
| Weltrekord         | 26:20,31 min | Kenenisa Bekele ( Äthiopien)    | Ostrava, Tschechien    | 8. Juni 2004  |
| Olympischer Rekord | 27:07,34 min | Haile Gebrselassie ( Äthiopien) | Finale OS Atlanta, USA | 29. Juli 1996 |

### Rekordverbesserungen
Im Rennen am 20. August wurde der olympische Rekord verbessert und es gab einen neuen Landesrekord.
- Olympiarekord: 27:05,10 min – Kenenisa Bekele (Äthiopien)
- Landesrekord: 27:22,57 min – Zersenay Tadese (Eritrea)

## Resultat
20. August 2004, 22:35 Uhr – Ortszeit Athen (UTC+2)

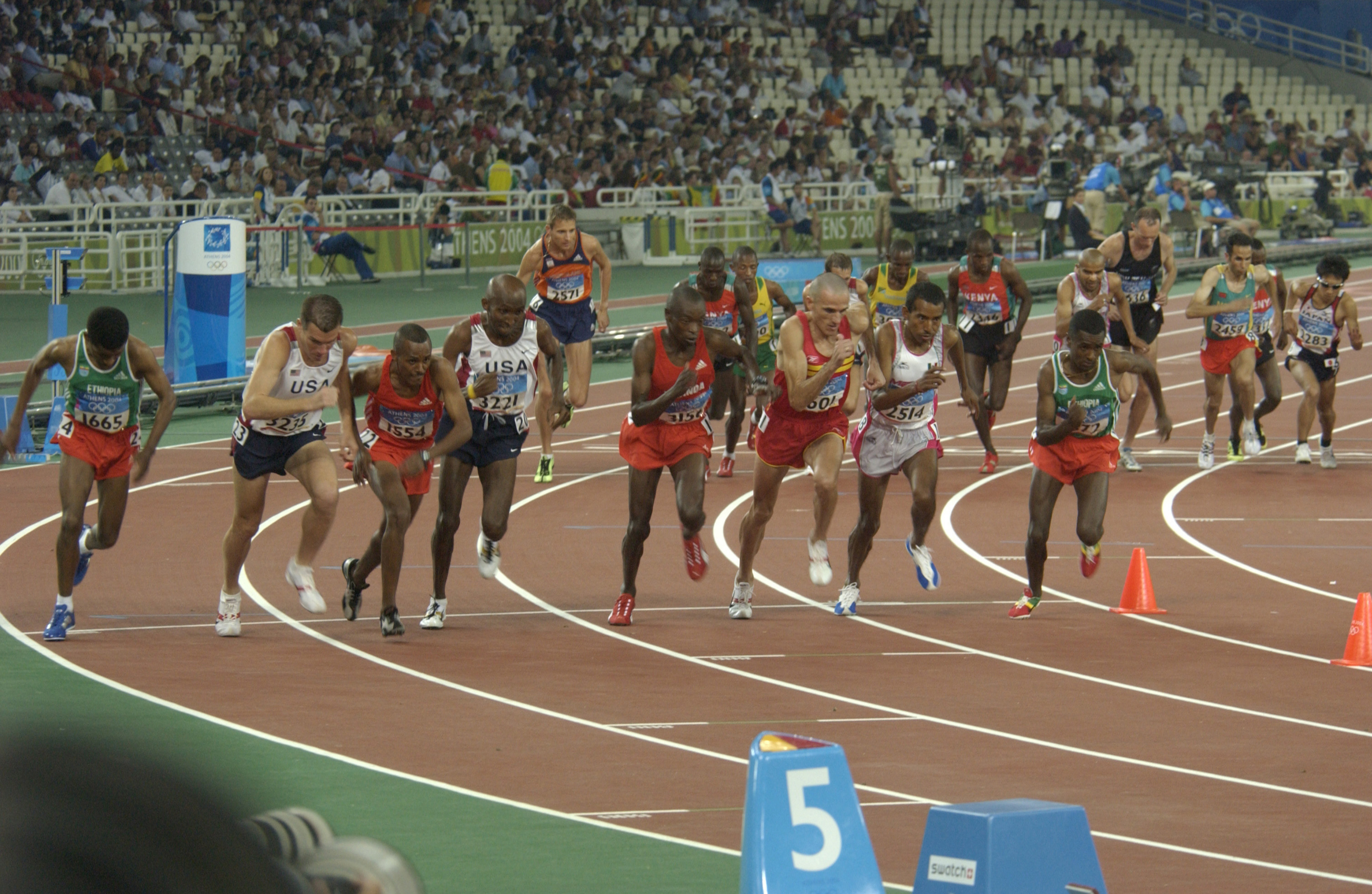
Start des Rennens
Vordere Reihe (v. l. n. r.): Haile Gebrselassie, Dan Browne, Yonas Kifle, Abdihakem Abdirahman, Wilson Kipkemei Busienei, José Manuel Martínez, David Galván, Sileshi Sihine
Hintere Reihe (v. l. n. r.): Kamiel Maase, Moses Cheruiyot Mosop, Fabiano Joseph, Dathan Ritzenhein, John Yuda Msuri, John Cheruiyot Korir, Teodoro Vega, John Henwood, Mohammed Amyn, Charles Waweru Kamathi, Ryuji Ono

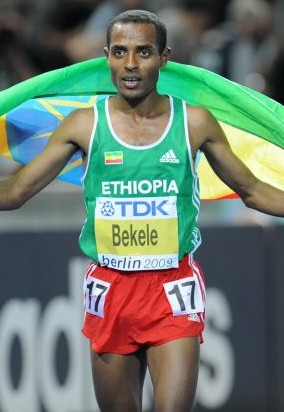
Olympiasieger Kenenisa Bekele

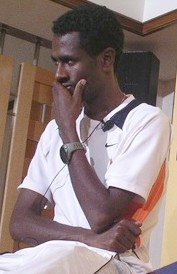
Silbermedaillengewinner Sileshi Sihine

| Zwischenzeiten      | Zwischenzeiten | Zwischenzeiten                                    | Zwischenzeiten |
| Zwischenzeit- Marke | Zwischenzeit   | Führende(r)                                       | 1000-m-Zeit    |
| ------------------- | -------------- | ------------------------------------------------- | -------------- |
| 1000 m              | 2:50,85 min    | Dieudonné Disi vor dem geschlossenen Feld         | 2:50,85 min    |
| 2000 m              | 5:45,16 min    | Dieudonné Disi vor dem geschlossenen Feld         | 2:54,31 min    |
| 3000 m              | 8:33,98 min    | Haile Gebrselassie in einer großen Führungsgruppe | 2:48,82 min    |
| 4000 m              | 11:15,87 min   | Kenenisa Bekele in einer größeren Führungsgruppe  | 2:41,89 min    |
| 5000 m              | 13:50,87 min   | Sileshi Sihine in einer Fünfergruppe              | 2:35,00 min    |
| 6000 m              | 16:34,51 min   | Kenenisa Bekele in einer Fünfergruppe             | 2:43,91 min    |
| 7000 m              | 19:11,92 min   | Sileshi Sihine in einer Vierergruppe              | 2:37,41 min    |
| 8000 m              | 21:57,18 min   | Boniface Kiprop                                   | 2:46,26 min    |
| 9000 m              | 24:37,19 min   | Sileshi Sihine in einer Dreiergruppe              | 2:40,01 min    |
| 10.000 m            | 27:05,18 min   | Kenenisa Bekele                                   | 2:27,91 min    |

| Platz | Name                      | Nation      | Zeit (min) | Anmerkung |
| ----- | ------------------------- | ----------- | ---------- | --------- |
| 1     | Kenenisa Bekele           | Äthiopien   | 27:05,10   | OR        |
| 2     | Sileshi Sihine            | Äthiopien   | 27:09,39   |           |
| 3     | Zersenay Tadese           | Eritrea     | 27:22,57   | NR        |
| 4     | Boniface Toroitich Kiprop | Kenia       | 27:25,48   |           |
| 5     | Haile Gebrselassie        | Äthiopien   | 27:27,70   |           |
| 6     | John Cheruiyot Korir      | Kenia       | 27:41,91   |           |
| 7     | Moses Cheruiyot Mosop     | Kenia       | 27:46,61   |           |
| 8     | Ismaïl Sghyr              | Frankreich  | 27:57,09   |           |
| 9     | José Manuel Martínez      | Spanien     | 27:57,61   |           |
| 10    | Fabiano Joseph            | Tansania    | 28:01,94   |           |
| 11    | Wilson Kipkemei Busienei  | Uganda      | 28:10,75   |           |
| 12    | Dan Browne                | USA         | 28:14,53   |           |
| 13    | Charles Waweru Kamathi    | Kenia       | 28:17,08   |           |
| 14    | Kamiel Maase              | Niederlande | 28:23,39   |           |
| 15    | Abdi Abdirahman           | USA         | 28:26,26   |           |
| 16    | Yonas Kifle               | Eritrea     | 28:29,87   |           |
| 17    | Dieudonné Disi            | Ruanda      | 28:43,19   |           |
| 18    | Mohammed Amyn             | Marokko     | 28:55,96   |           |
| 19    | Ryuji Ono                 | Japan       | 29:06,50   |           |
| 20    | Teodoro Vega              | Mexiko      | 29:06,55   |           |
| 21    | David Galván              | Mexiko      | 29:38,05   |           |
| DNF   | John Henwood              | Neuseeland  |            |           |
| DNF   | John Yuda Msuri           | Tansania    |            |           |
| DNF   | Dathan Ritzenhein         | USA         |            |           |

## Das Rennen
Der Wettkampf wurde bei diesen Spielen ohne Vorläufe ausgetragen.
Als Favorit galt der äthiopische Weltmeister und Weltrekordler Kenenisa Bekele. Sein Landsmann, der Olympiasieger von 1996 und 2000 sowie mehrfache Weltmeister Haile Gebrselassie. laborierte an einer Wadenverletzung und hatte seine Vormachtstellung bereits im Vorjahr an Bekele abgeben müssen. Konkurrenz für Bekele kam vor allem aus dem eigenen Lager. Sileshi Sihine als WM-Dritter galt als eindeutiger Medaillenkandidat. Alle weiteren Athleten mit Aussichten auf vordere Platzierungen waren Afrikaner. Vor allem den drei Kenianern John Cheruiyot Korir, WM-Vierter, Charles Waweru Kamathi, Weltmeister 2001 und WM-Fünfter 2003, sowie Moses Cheruiyot Mosop wurden Chancen eingeräumt, vorne mitzumischen.
Wie schon bei den letztjährigen Weltmeisterschaften in Paris wurden die ersten drei Kilometer mit 1000-Meter-Zeiten von knapp über oder knapp unter 2:50 Minuten äußerst gemächlich gelaufen. So blieb das Teilnehmerfeld lange zusammen. Dann setzten sich die Äthiopier Bekele, Gebrselassie und Sihine an die Spitze und forcierten das Tempo. Auch das war in Paris genauso gewesen. Das Feld zog sich nun mehr und mehr in die Länge und allmählich wurde die große Führungsgruppe immer kleiner. Bei Streckenhälfte war die Gruppe auf fünf Läufer zusammengeschrumpft. Die drei Äthiopier lagen vorn, dahinter folgten die beiden Kenianer Kiprop und Korir. Mit zehn Metern Abstand hatten sich für kurze Zeit Zersenay Tadese aus Eritrea und Kamathi als Zweiergruppe zusammengefunden. Doch dabei blieb es nicht, Tadese schloss wieder zu den Führenden auf, als das Tempo zwischen Kilometer fünf und sechs vorübergehend etwas nachließ. Der Druck der Äthiopier an der Spitze wurde jedoch wieder stärker, so verloren Tadese und auch Korir den Anschluss, das Rennen wurde jetzt noch schneller. Nach achtzehn Runden konnte auch Gebrselassie nicht mehr folgen. Die Spitzengruppe bestand nur noch aus drei Läufern, vorne lagen Bekele und Sihine, dahinter Kiprop, der dann selber die Führung übernahm. In der 22. Runde war es dann auch um den Kenianer geschehen. Bekele und Sihine setzten sich ab und schnell wuchs der Abstand nach hinten. Auf den letzten tausend Metern erhöhte Bekele das Tempo noch einmal enorm, diesen letzten Abschnitt legte der Äthiopier in 2:27,91 min zurück und löste sich von seinem Begleiter. Mit mehr als vier Sekunden Vorsprung wurde Kenenisa Bekele Olympiasieger und stellte dabei trotz der gemächlichen ersten drei Kilometer noch einen neuen Olympiarekord auf. Sileshi Sihine gewann die Silbermedaille. Mehr als elf Sekunden hinter ihm kam Zersenay Tadese als Bronzemedaillengewinner ins Ziel. Weitere knapp drei Sekunden zurück wurde Boniface Kiprop Vierter, Haile Gebrselassie belegte Rang fünf, John Cheruiyot Korir kam als Sechster vor Moses Cheruiyot Mosop ins Ziel. Der Franzose Ismaïl Sghyr war als Achter mehr als fünfzig Sekunden hinter dem Olympiasieger bester Nichtafrikaner in diesem Rennen.
Kenenisa Bekele gewann die dritte Goldmedaille in Folge für Äthiopien in dieser Disziplin.
Zersenay Tadesse gewann die erste olympische Medaille überhaupt für Eritrea.

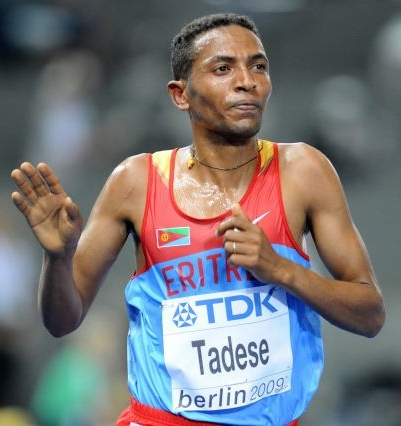
Bronzemedaillengewinner Zersenay Tadese
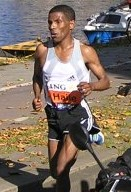
Haile Gebrselassie belegte diesmal Rang fünf
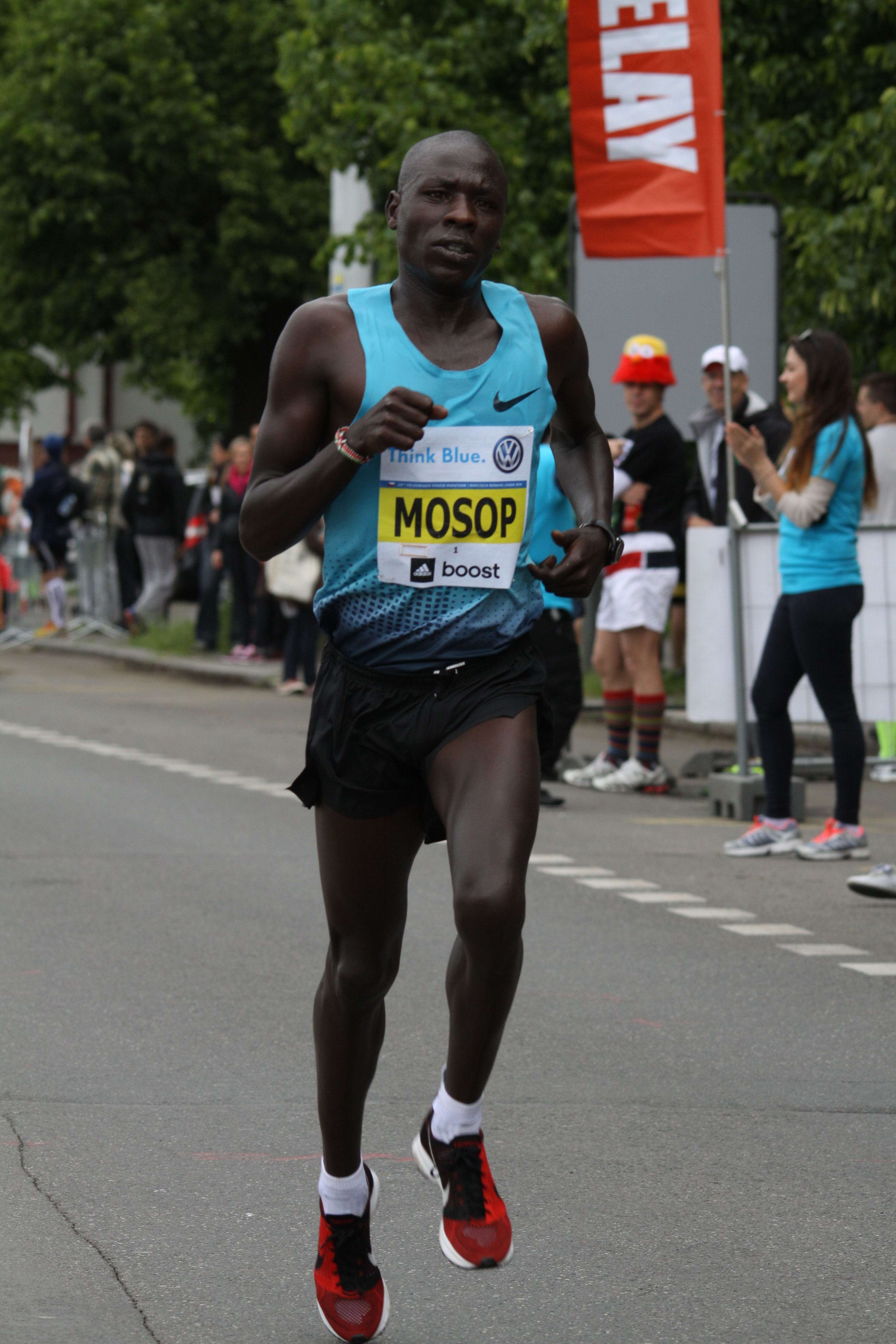
Der Olympiasiebte Moses Mosop
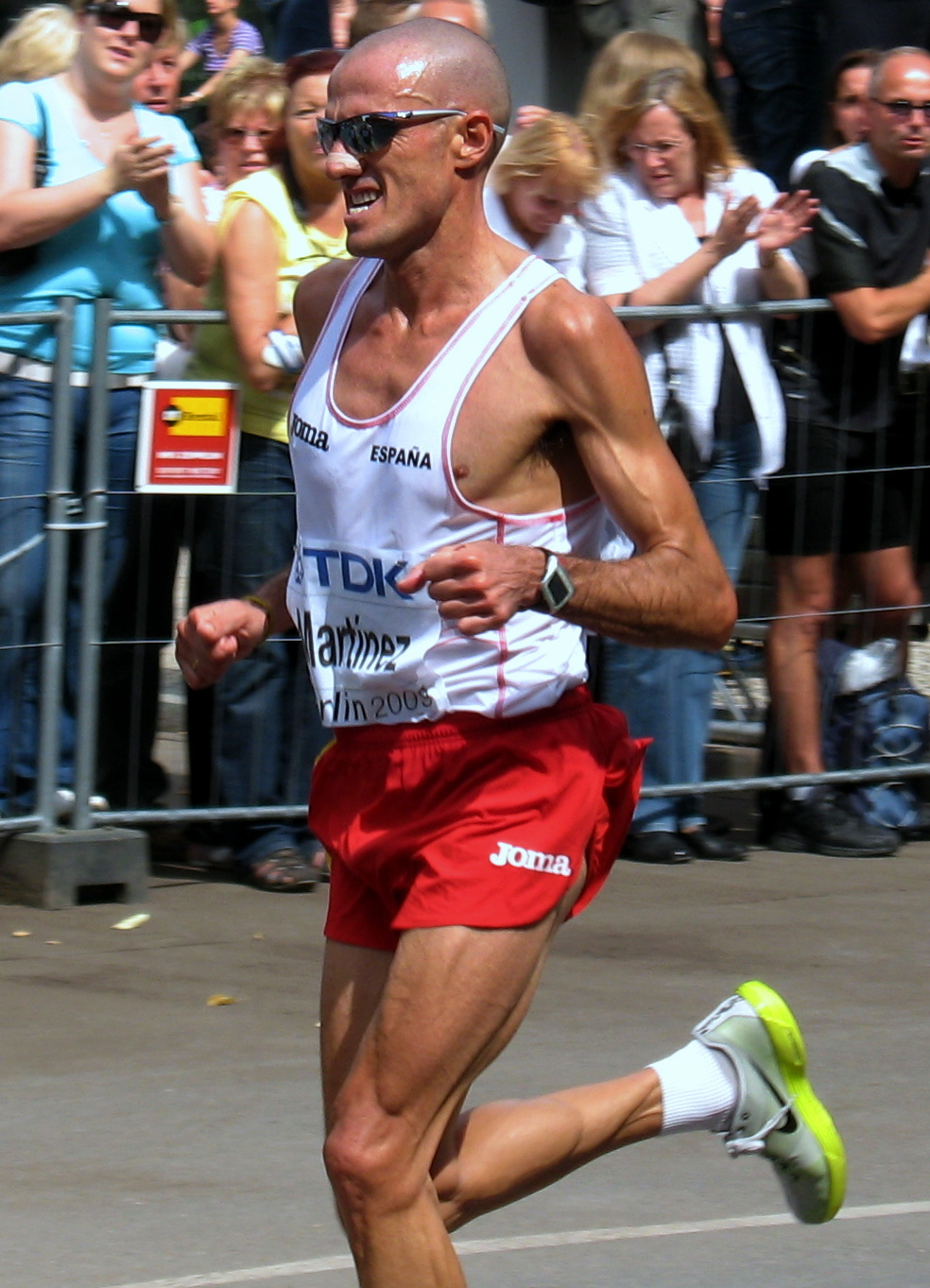
José Manuel Martínez – Rang neun
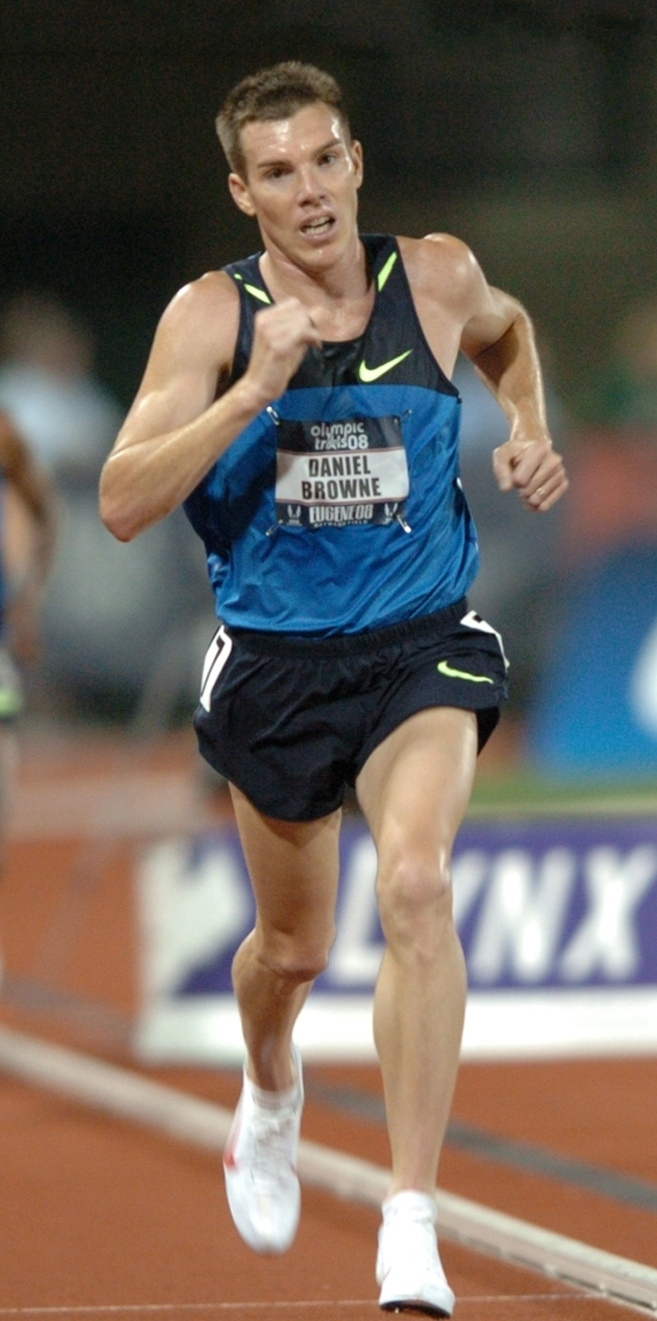
Dan Browne erreichte Platz zwölf
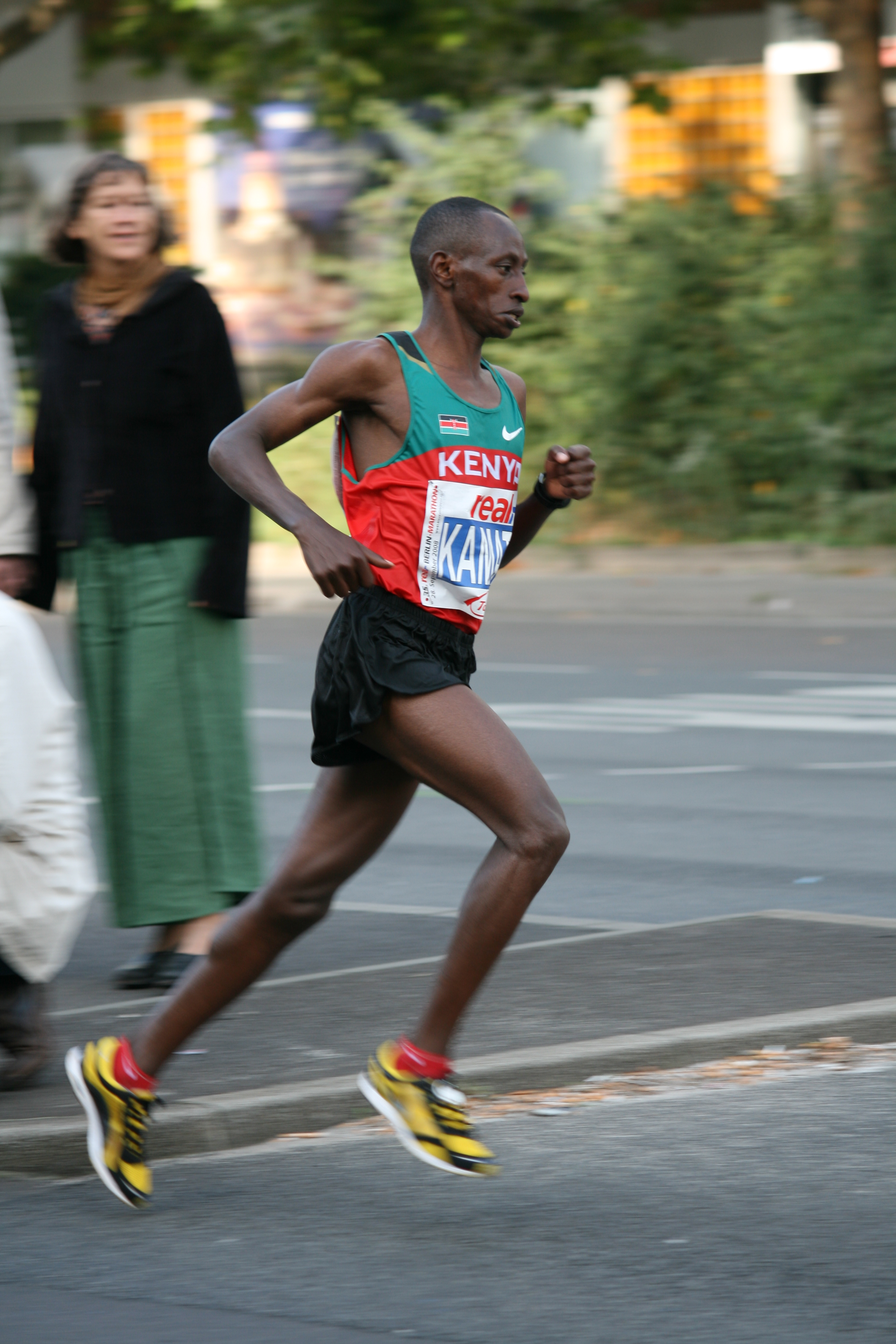
Charles Kamathi wurde Dreizehnter
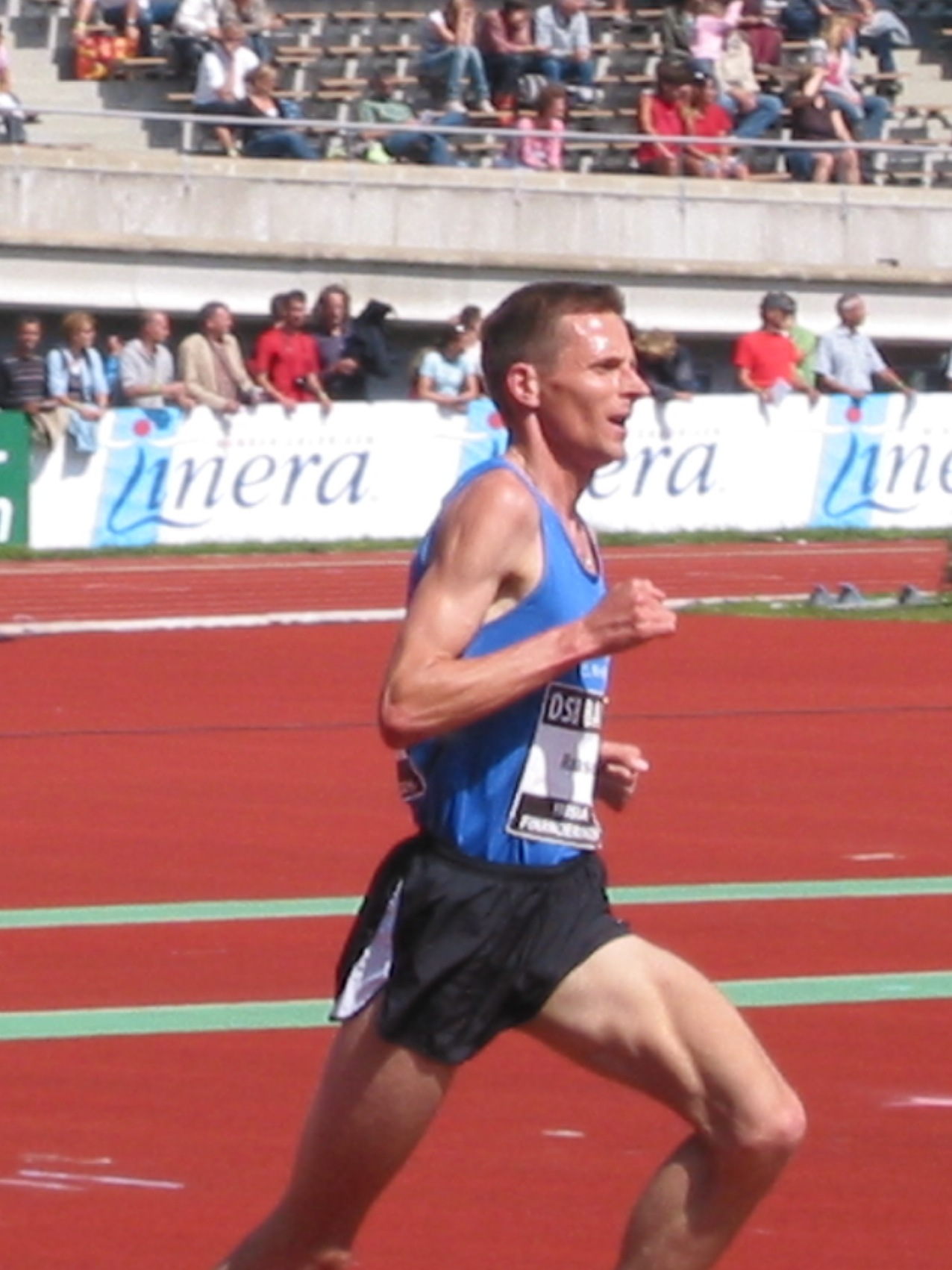
Kamiel Maase kam auf Platz vierzehn
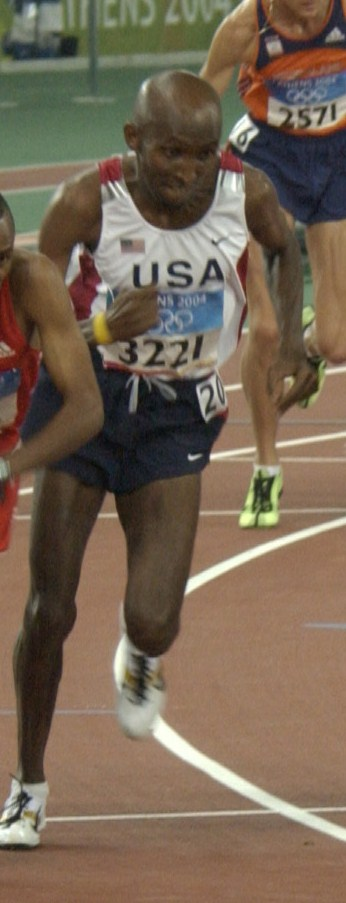
Abdi Abdirahman – Rang fünfzehn
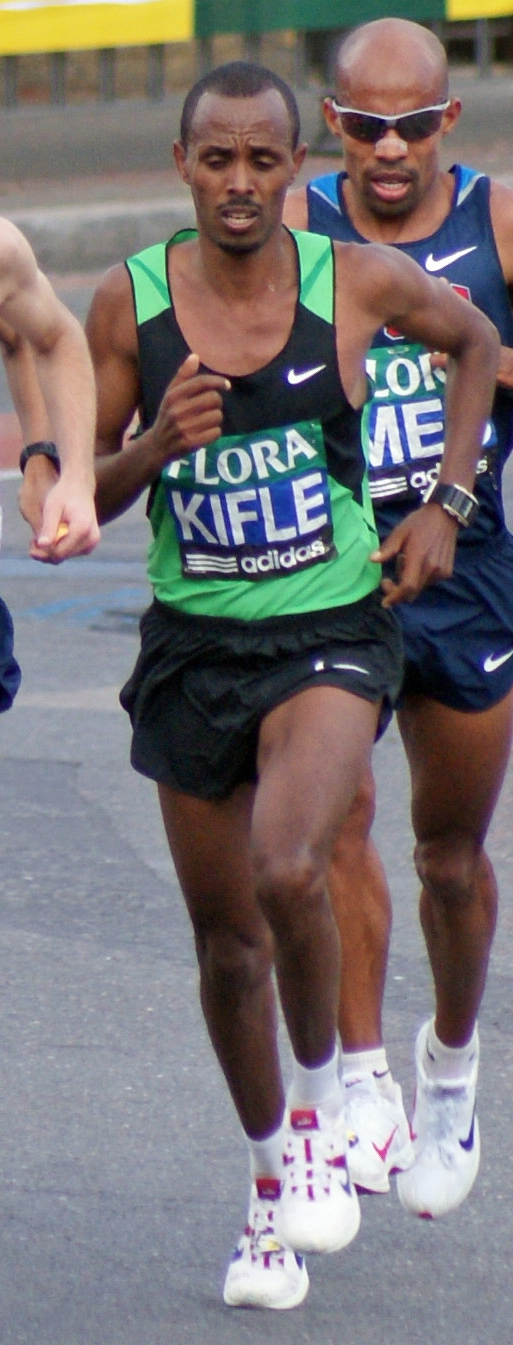
Yonas Kifle – Rang sechzehn
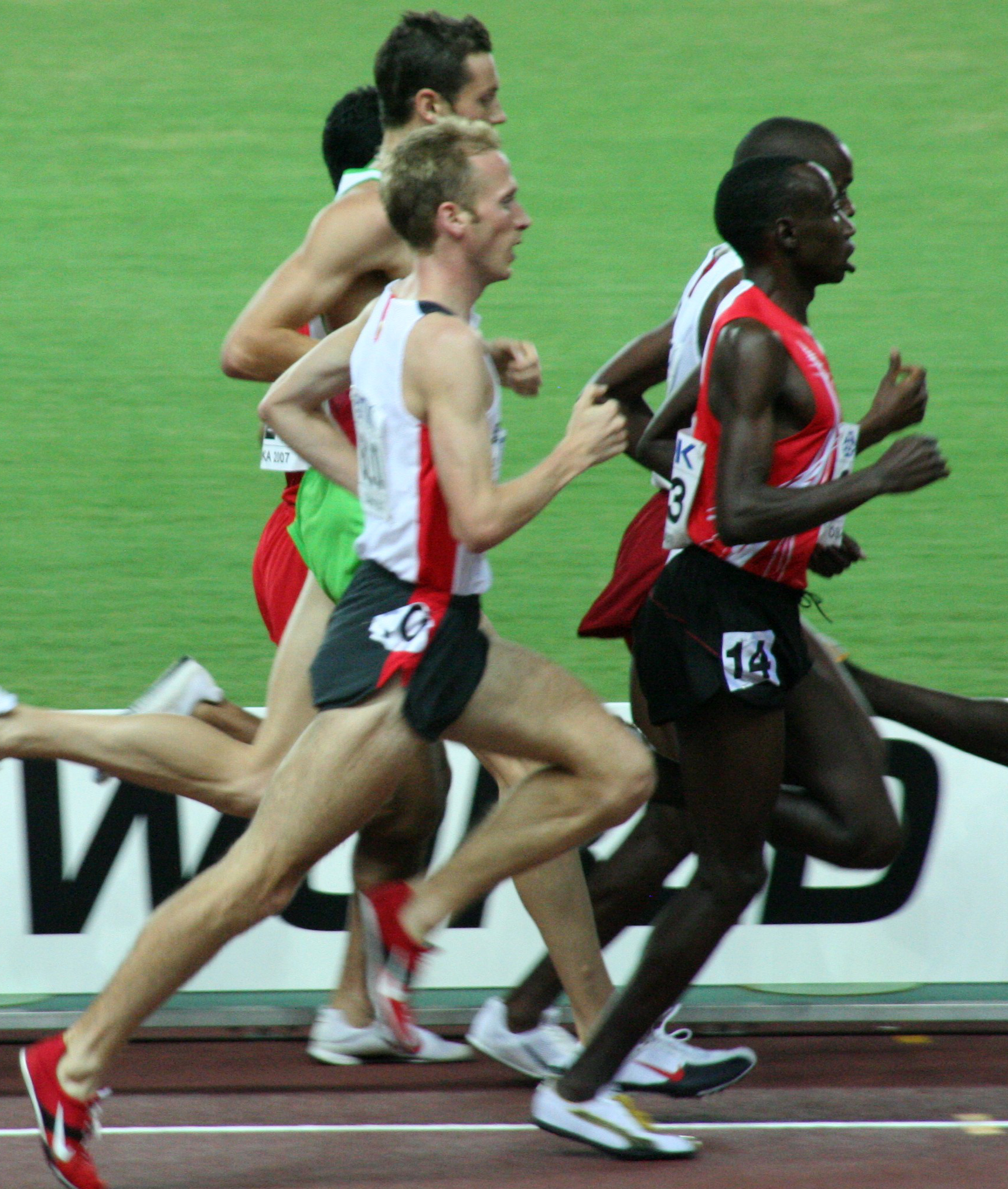
Dieudonné Disi (rotes Trikot, Nr. 14) erreichte Platz siebzehn
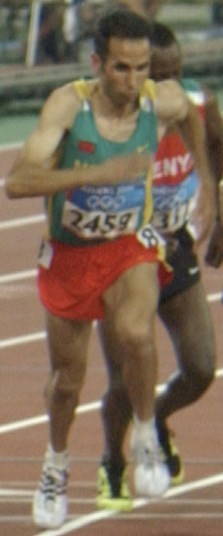
Mohammed Amyn – Rang achtzehn
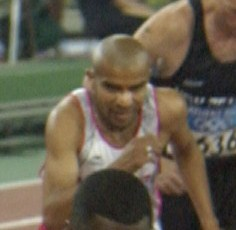
Teodoro Vega – Rang zwanzig
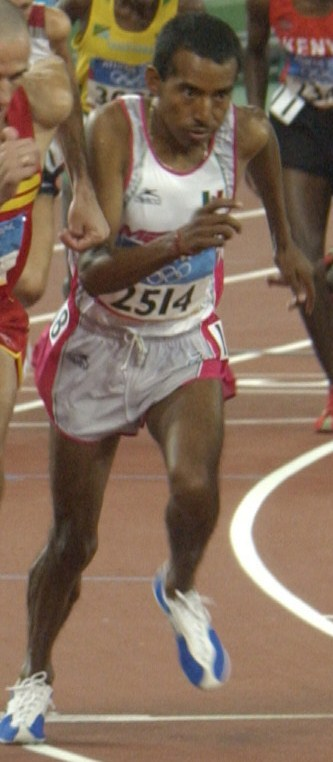
David Galván – Rang 21
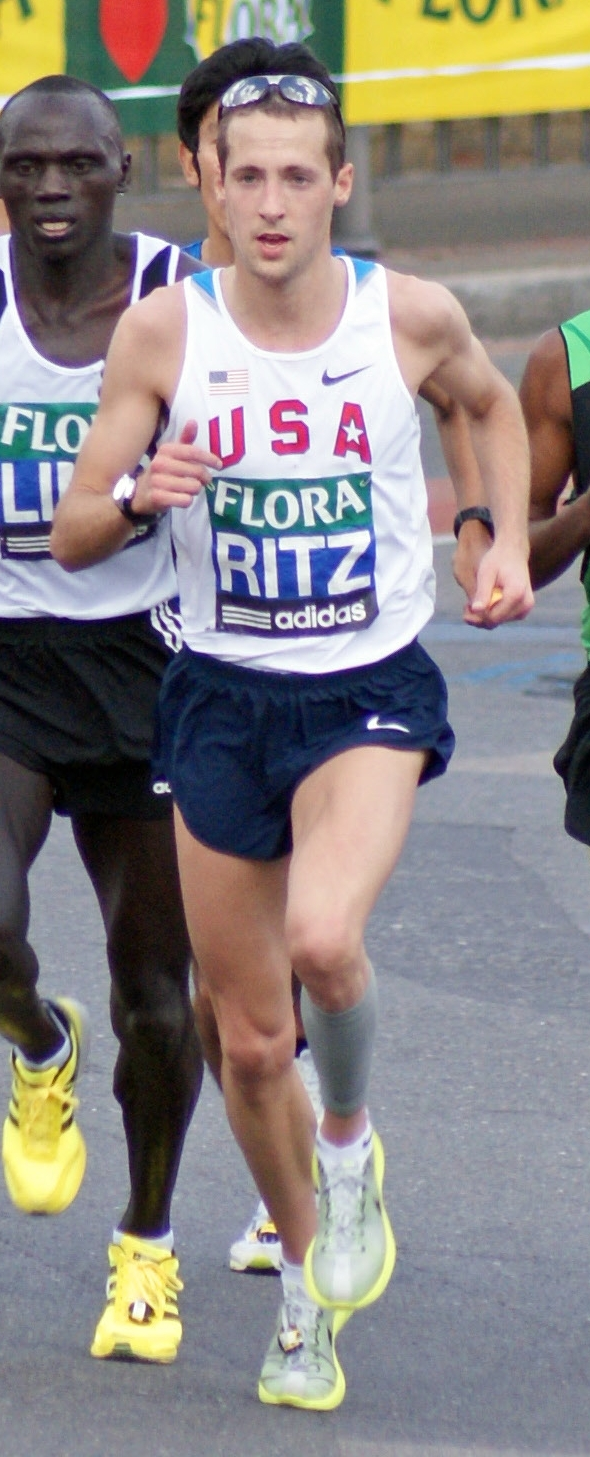
Dathan Ritzenhein gab das Rennen auf

## Videolinks
- kenenisa bekele 10000M Olympic Games Athènes 2004, youtube.com, abgerufen am 15. Februar 2022
- 2004 Olympic Men's 10,000m, youtube.com, abgerufen am 23. April 2018